# Dallas–Fort Worth Film Critics Association Awards 2019
26. ročník předávání cen asociace Dallas–Fort Worth Film Critics Association se konal dne 16. prosince 2019.

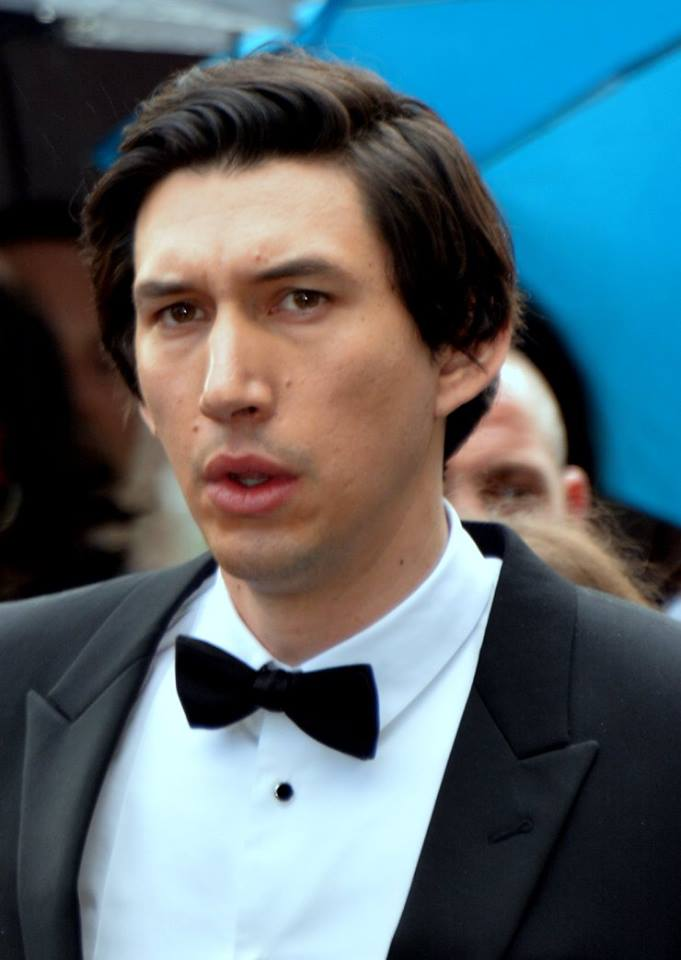
Adam Driver, vítěz v kategorii nejlepší mužský herecký výkon v hlavní roli za výkon ve filmu Manželská historie

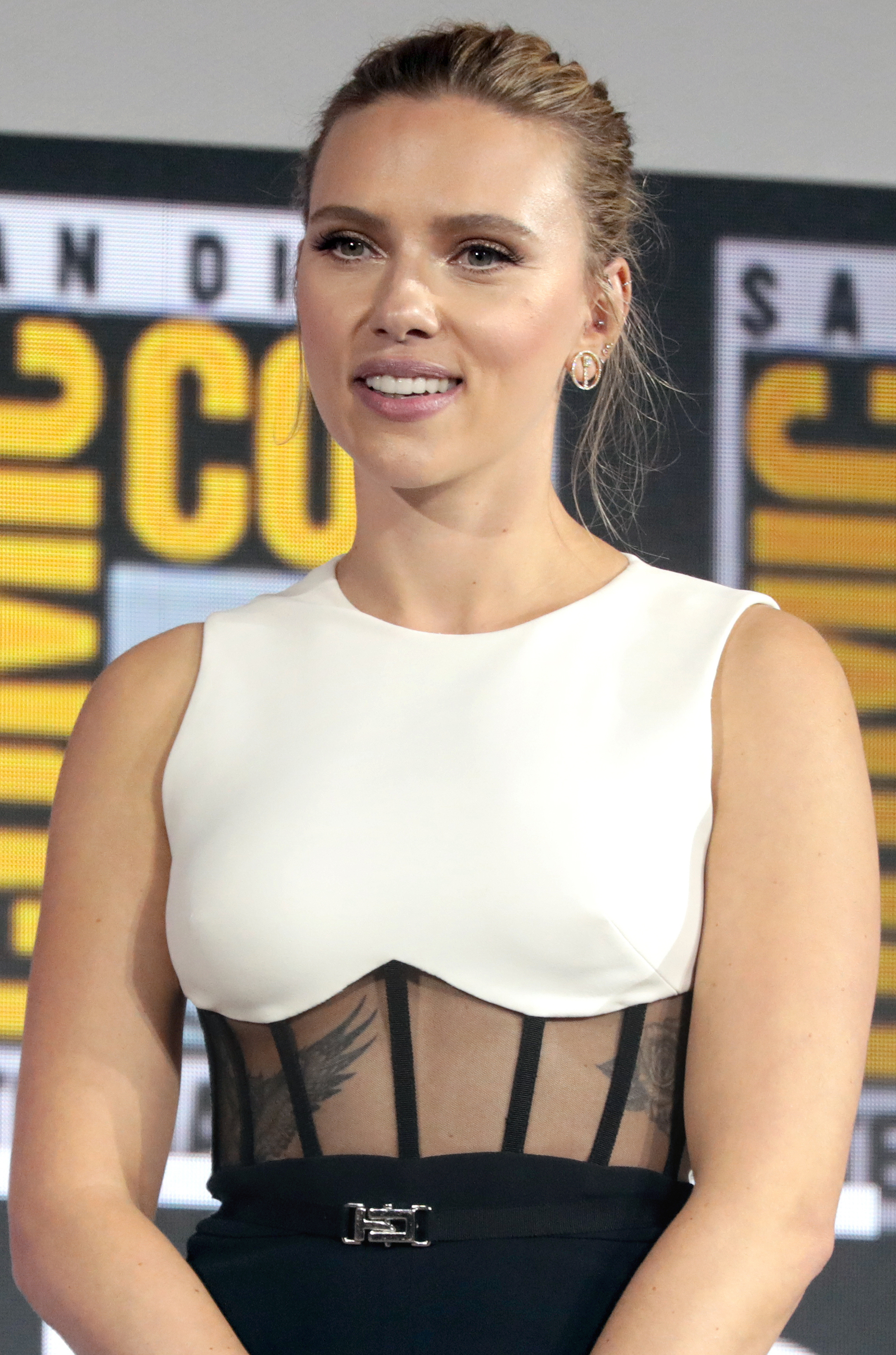
Scarlett Johansson, vítězka v kategorii nejlepší ženský herecký výkon v hlavní roli za výkon ve filmu Manželská historie

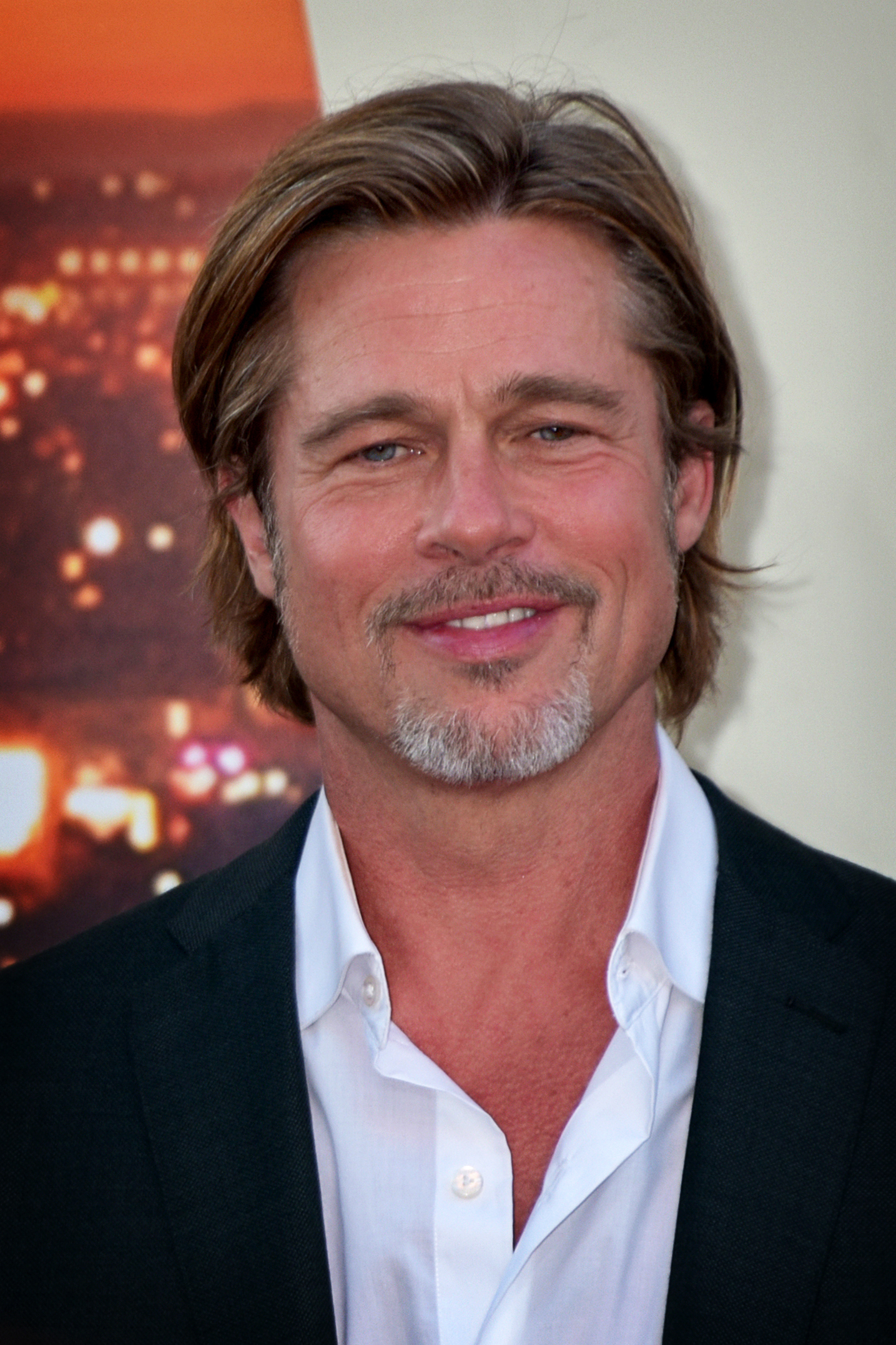
Brad Pitt, vítěz v kategorii nejlepší mužský herecký výkon ve vedlejší roli za výkon ve filmu Tenkrát v Hollywoodu

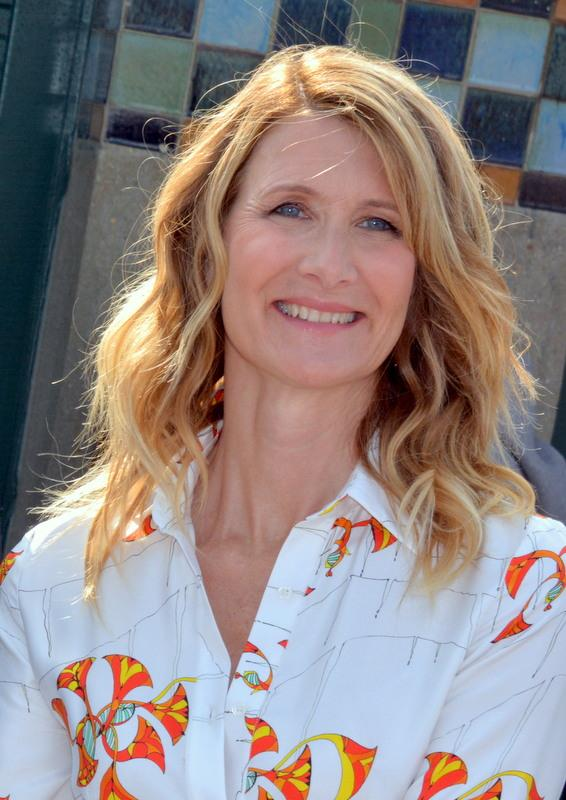
Laura Dern, vítězka v kategorii nejlepší ženský herecký výkon ve vedlejší roli za výkon ve filmu Manželská historie

## Vítězové a nominovaní

### Nejlepší film
1. 1917
2. Manželská historie
3. Parazit
4. Irčan
5. Tenkrát v Hollywoodu
6. Králíček Jojo
7. Malé ženy
8. The Farewell
9. Dva papežové
10. Na nože

### Nejlepší režisér
1. Sam Mendes – 1917
2. Pon Džun-ho – Parazit
3. Martin Scorsese – Irčan
4. Quentin Tarantino – Tenkrát v Hollywoodu
5. Noah Baumbach – Manželská historie

### Nejlepší scénář
1. Noah Baumbach – Manželská historie
2. Steven Zaillian – Irčan

### Nejlepší herec v hlavní roli
1. Adam Driver jako Charlie Barber – Manželská historie
2. Joaquin Phoenix jako Arthur Fleck / Joker – Joker
3. Antonio Banderas jako Salvador Mallo – Bolest a sláva
4. Leonardo DiCaprio jako Rick Dalton – Tenkrát v Hollywoodu
5. Robert De Niro jako Frank Sheeran – Irčan

### Nejlepší herečka v hlavní roli
1. Scarlett Johansson jako Nicole Barber – Manželská historie
2. Renée Zellweger jako Judy Garland – Judy
3. Charlize Theron jako Megyn Kelly – Šokující odhalení
4. Saoirse Ronan jako Josephine "Jo" March – Malé ženy
5. Awkwafina jako Billi Wang – Malá lež (remíza) Lupita Nyong'o jako Adelaide Wilson / Red – My (remíza)

### Nejlepší herec ve vedlejší roli
1. Brad Pitt jako Cliff Booth – Tenkrát v Hollywoodu
2. Willem Dafoe jako Thomas Wake – Maják
3. Joe Pesci jako Russell Bufalino – Irčan
4. Al Pacino jako Jimmy Hoffa – Irčan
5. Shia Labeouf jako James Lort – Honey Boy

### Nejlepší herečka ve vedlejší roli
1. Laura Dern jako Nora Fanshaw – Manželská historie
2. Margot Robbie jako Kayla Pospisil – Šokující odhalení
3. Florence Pughová jako Amy March – Malé ženy
4. Jennifer Lopez jako Ramona Vega – Zlatokopky
5. Annette Bening jako Dianne Feinstein – The Report

### Nejlepší dokument
1. Apollo 11
2. Národ jedináčků
3. Americká továrna
4. Země medu
5. Pro Samu

### Nejlepší cizojazyčný film
1. Parazit (Jižní Korea)
2. Bolest a sláva (Španělsko)
3. Malá lež (USA)
4. Bídníci (Francie)
5. Portrét dívky v plamenech (Francie)

### Nejlepší animovaný film
1. Toy Story 4: Příběh hraček
2. Kde je moje tělo?

### Nejlepší kamera
1. Roger Deakins – 1917
2. Hong Kyung-pyo – Parazit

### Nejlepší skladatel
1. Thomas Newman – 1917
2. Alexandre Desplat – Malé ženy

### Ocenění Russella Smitha (pro nízkorozpočtový nebo nezávislý film)
1. Maják